# Лейрия
Лейри́я (порт.  Leiria; [lɐiˈɾiɐ]) — город в Португалии, центр одноимённого муниципалитета в составе округа Лейрия. Численность населения — 42,8 тыс. жителей (город), 125,9 тыс. жителей (муниципалитет). Город и муниципалитет входят в экономико-статистический регион Центр и субрегион Пиньял-Литорал. По старому административному делению входил в провинцию Бейра-Литорал.

## Расположение
Город расположен в 119 км на север от столицы Португалии города Лиссабон.
Муниципалитет граничит:
- на севере — муниципалитет Помбал
- на северо-востоке — муниципалитет Помбал
- на востоке — муниципалитет Оурен
- на юге — муниципалитеты Баталья, Порту-де-Мош
- на юго-западе — муниципалитет Алкобаса
- на западе — муниципалитет Маринья-Гранде, Атлантический океан

## Население
| Население муниципалитета Лейрия (1801—2004) | Население муниципалитета Лейрия (1801—2004) | Население муниципалитета Лейрия (1801—2004) | Население муниципалитета Лейрия (1801—2004) | Население муниципалитета Лейрия (1801—2004) | Население муниципалитета Лейрия (1801—2004) | Население муниципалитета Лейрия (1801—2004) | Население муниципалитета Лейрия (1801—2004) | Население муниципалитета Лейрия (1801—2004) |
| ------------------------------------------- | ------------------------------------------- | ------------------------------------------- | ------------------------------------------- | ------------------------------------------- | ------------------------------------------- | ------------------------------------------- | ------------------------------------------- | ------------------------------------------- |
| 1801                                        | 1849                                        | 1900                                        | 1930                                        | 1960                                        | 1981                                        | 1991                                        | 2001                                        | 2004                                        |
| 37 930                                      | 29 803                                      | 54 422                                      | 55 234                                      | 82 988                                      | 96 517                                      | 102 762                                     | 119 847                                     | 124 701                                     |

## История
Город основан в 1142 году.

## Достопримечательности
Замок (castelo), в XV веке там была резиденция Папы Римского, стадион на 25 000 зрителей в основном служит для проведения футбольных матчей на первенство Португалии, но иногда там проводятся соревнования легкоатлетов. Рядом со стадионом находится бассейн, где можно проводить соревнования по плаванию и прыжкам в воду с трамплинов или вышки, длина водной дорожки 25 метров. Стадион и бассейн были построены к Чемпионату Европы по футболу 2004 года. В Лейрии есть небольшая речка, которая пересекает город. Недалеко от стадиона есть красивый цветомузыкальный фонтан, а вообще в городе несколько фонтанов. Центральной улицей считается улица Маркиз дэ Помбал. Центр Лейрии, как в основном вся Европа — 3-4-этажные здания, а окраина — 9-12 этажей. Заводов и фабрик в городе практически нет. Все это вынесено за город в так называемые промышленные зоны.

## Культура и спорт
Футбольный клуб «Униао Лейрия» выступал в высшей лиге Португалии.

## Районы
| - Амор - Аррабал - Азойя - Бажока - Бароза - Баррейра - Бидоейра-де-Сима - Боа-Вишта - Карангежейра - Каррейра | - Карвиде - Шаинса - Коимбран - Колмейяш - Кортеш - Лейрия - Масейра - Марразеш - Мемория - Милагреш | - Монте-Реал - Монте-Редонду - Ортигоза - Парсейруш - Позуш - Регейра-де-Понтеш - Санта-Катарина-да-Серра - Санта-Эуфемия - Соту-да-Карпальоза |

## Города-побратимы
- Кен-Фонсгрив (Франция, с 2010)